# 硫氰酸苄酯
硫氰酸苄酯是一种有机化合物，化学式为C6H5CH2SCN。它可由氯化苄或溴化苄和三甲基异硫氰化硅在HMPA中反应得到，改变反应条件（如溶剂替换为HAPA或DMF），会同时得到一定量的异构体异硫氰酸苄酯。硫氰酸钾或硫氰酸钠也可用作硫氰化试剂。
在硫氰酸酯异构酶作用下，它会部分转化为异硫氰酸苄酯。